# Гено Киров
Гено Киров Генов е български драматичен артист, представител на първото поколение професионални български артисти. Смятан е за един от основоположниците на художествената рецитация в България.

## Биография
Генов е роден в Котел. Завършва гимназия в Сливен и през 1884 година работи за кратко като учител в родния си град.
От 1890 година е артист в Столичната драматично-оперна трупа. През 1895 година печели стипендия за обучение по драматично изкуство в московския Малий театър, където негов преподавател е Александър Ленски. През август 1895 г. е утвърден за начален учител във Варна.
На 3 октомври 1899 г. Киров дебютира в театър „Сълза и смях“ с ролята на цар Иван Василиевич от пиесата на Александър Островски „Василиса Мелентиева“. От 1904 година до края на живота си играе на сцената на Народния театър в София, където заедно със съпругата си Вера Игнатиева са сред най-ярките театрални фигури на 20-те и 30-те години на 20 век. Изпълнява предимно комедийни и характерни роли.
Сред най-известните му сценични образи, които пресъздава, са:
- Аким („Силата на мрака“ от Лев Толстой),
- Белогубов („Доходно място“ от А. Островски),
- Доктор Бартоло („Севилският бръснар“ от Пиер Бомарше)
- Иван Грозни („Василиса Мелентиева“ от А. Островски),
- Иван Кузмич и Осип („Ревизор“ от Николай Гогол),
- Криводренски („Големанов“ от Ст. Л. Костов),
- Марко Петрович („В полите на Витоша“ от Пейо Яворов),
- Оргон („Тартюф“ от Молиер)
- Перчихин („Еснафи“ от Максим Горки),
- Полоний („Хамлет“ от Уилям Шекспир),
- Странджата („Хъшове“ от Иван Вазов).[4]

На сцената на Народния театър Киров поставя пиесите „Скъперникът“ от Молиер, Крадецът от Октав Мирбо, „Из нов път“ от Василий Кулин, „Чудото на свети Антоний“ от Морис Метерлинк, „Мадам Сан Жен“ от Викториен Сарду, „Свекърва“ от Антон Страшимиров и други.
Освен като артист Киров се изявява и като преводач от руски на класически пиеси, като театрален критик и театрален педагог. Сред учениците му е артистката Невена Буюклиева. Автор е на сборника в четири части „Методическо ръководство за актьори“ (1907 – 1926 г.).

## Памет
На името на Гено Киров са наименувани улици в София (Карта) и Котел.